# フランス極東遠征軍団
フランス極東遠征軍団（フランスきょくとうえんせいぐんだん、フランス語: Corps Expéditionnaire Français en Extrême-Orient、CEFEO）は、フランス陸軍の植民地遠征軍で、当初は太平洋戦争中の1945年にフランス領インドシナで編成された。CEFEOはその後、第一次インドシナ戦争でベトミンと戦い、敗北した。
CEFEOは主にフランス連合の植民地や保護領から自発的に入隊した土着のティライユールから構成されていたが、例外としてフランス外人部隊は主にヨーロッパとその他の国々からの志願兵から構成されていた。本土の徴兵は、志願しない限りCEFEOには所属しなかった。部隊の総人員の半分以下はフランスの職業軍人であり、そのほとんどは空挺部隊、砲兵部隊、その他の専門部隊に所属していた。

## 歴史

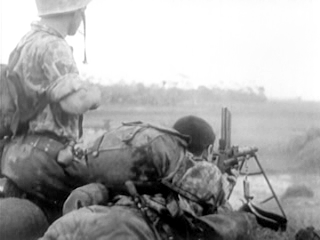
1952 年にFM 24/29で射撃する兵士。

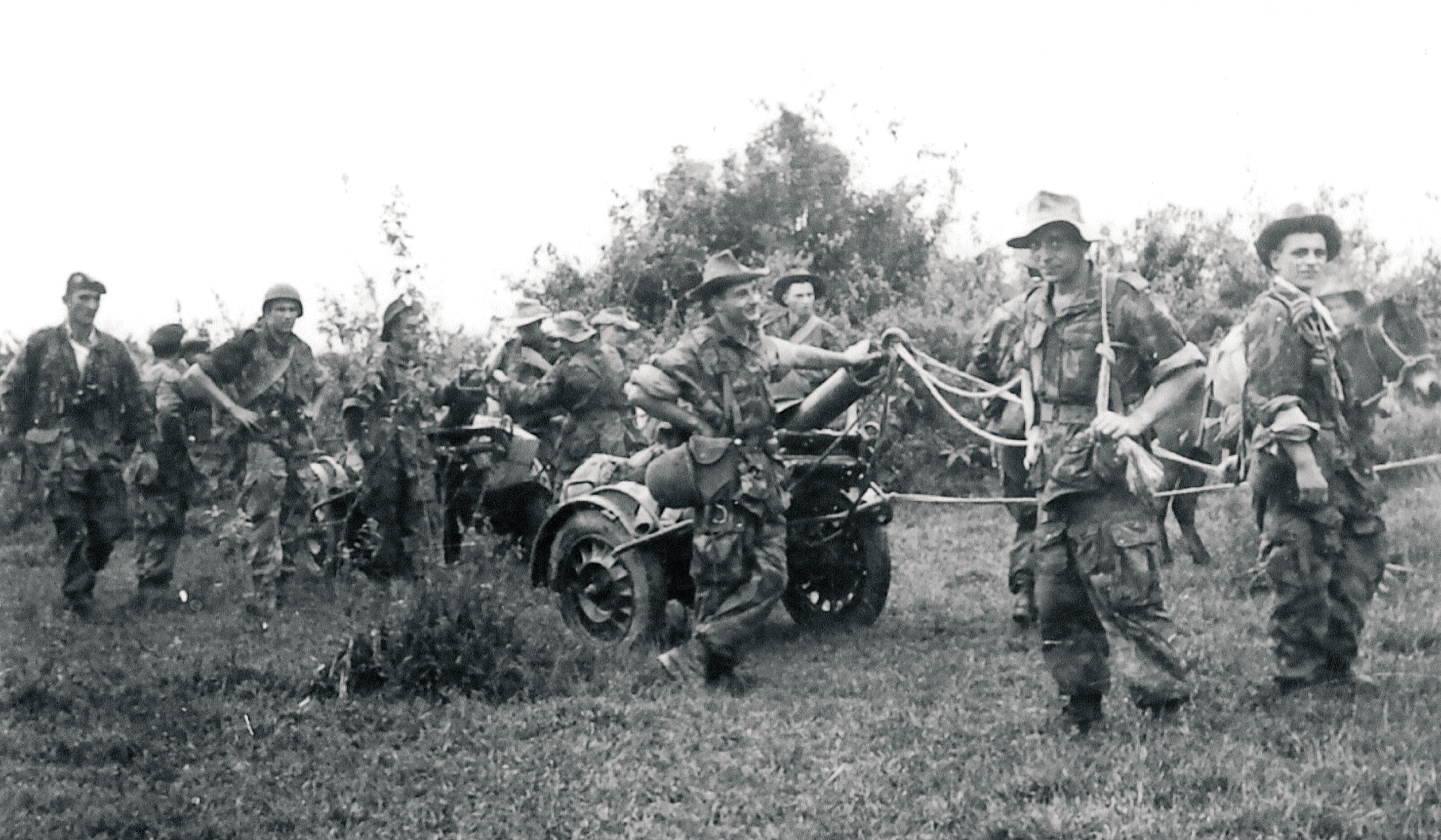
第1パラシュート重迫撃砲外人部隊中隊の兵士たち。1954 年頃。

### 構成
CEFEO の大部分は、北西アフリカのマグレブ(モロッコ、アルジェリア、チュニジア)、サハラ以南のアフリカ、マダガスカル、東南アジアのフランス連合の植民地または保護領地域から自発的に入隊した先住民のティライユールで構成されていた。例外は、フランス外人部隊で主にヨーロッパとその他の国々からの志願兵から構成されていた。
1954年、CEFEOには17万7000人の兵士がおり、そのうち5万9000人は先住民であった。植民地兵士が地上部隊の大部分を占めていた。1947年から1954年の間に、北アフリカ人122,900人と黒人60,340人、合計183,240人のアフリカ人がインドシナに上陸した。1954年2月1日、彼らは地上軍（ベトナム人を除く）127,785人の43.5％を占めた。専門空挺部隊（BPC）の大部分と参謀本部全体が都会派フランス人で、一部の砲兵部隊や専門部隊もそうであった。
1945年9月から1954年7月の停戦まで、延べ48万8560人の男女がインドシナで従軍した。
- 223,467 人の大都市フランスからのフランス人
- 122,920人のアルジェリア人、チュニジア人、モロッコ人
- 72,833 人の外人部隊員 (ドイツ人、イタリア人、スペイン人、ハンガリー人、ポーランド人、ウクライナ人、チェコ人、その他多数の国籍を含む)
- 60,340人のサハラ以南のアフリカ人

1953年11月初旬、終結した朝鮮戦争から帰還したフランス国連軍志願兵は、フランス連合CEFEOに加わり、仁川からベトナムへ出航した。彼らはその後、1954年6月から7月にかけてのマンヤン峠の戦いに参加することになる。

### 太平洋戦争（1945年）
CEFEOは1945年初頭、旧来の極東フランス遠征軍（Forces Expéditionnaires Françaises d'Extrême-Orient, FEFEO）の代わりとして創設された。その目的は、サイゴンに拠点を置くガブリエル・サバティエ将軍（植民地時代の「インドシナフランス軍」（Forces Françaises d'Indochine） と自由フランス軍のレジスタンス小集団 C.L.I. の師団長）を支援し、3月のクーデターの際に日本の南方遠征軍団と戦うことであった。1944年のフランス解放と翌年のヨーロッパでのナチスドイツの崩壊の後、フランス当局は東南アジアの最後の枢軸国の占領地を「解放」することを望んでおり、その中には日本の植民地であった新設のベトナム帝国が含まれていた。1945年6月7日、ルクレールはCEFEOの司令官に指名された。6月22日、ルクレールは、1944年8月にパリを解放した有名な第2機甲師団（2ème D.B.）の指揮権をディオ大佐に移譲した。8月15日、ルクレールは極東フランス軍（Forces Françaises en Extrême-Orient）の司令官となった。

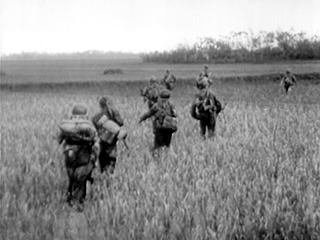
ベトナム北部のデルタ地域の植民地空挺部隊 (1952 年)

### 第一次インドシナ戦争（1946–1954年）
1946年、ラオス、カンボジア、トンキン（北ベトナム）、アンナン（中ベトナム）、コーチシナ（南ベトナム）のフランス領インドシナ連邦で、サイゴンを首都とする植民地だった後者を除くすべての国が保護領となり、既成植民地支配に対して民族主義、共産主義の民衆反乱軍が蜂起した。1946年にフランス連邦内の連合国となり、1949年にはトンキン、アンナン、コーチンチャイナ共和国が合併してベトナム国家となる。ホー・チ・ミン率いる共産主義者ベトミンは、敵対する民族運動を圧倒し、ゲリラ戦、そして1950年代には通常戦による支援部隊として組織された。第一次インドシナ戦争は、正式には1946年11月20日から1954年7月20日まで続き、ジュネーブ協定で決着がついた。

### 解散（(1956年）
1956年に独立したベトナム、ラオス、カンボジアから最後の CEFEO 部隊が撤退した後、軍団はピエール・ジャコ将軍によって解散された。

## 司令官

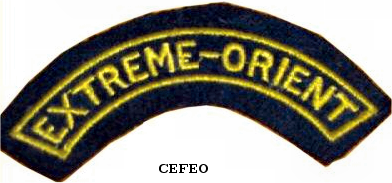
「極東」のマークが入ったCEFEOショルダーパッチ記章。

- フィリップ・ルクレール・ド・オートクロック（1945-1946年）
- ジャン・エティエンヌ・ヴァリュイ（フランス語版）（1946年-1948年）
- ロジャー・ブレイゾット（フランス語版）（1948年-1949年）
- マルセル・カーペンティエ（フランス語版）（1949年-1950年）
- ジャン・ド・ラトル・ド・タシニ（1950年-1951年）
- ラウル・サラン（1952年-1953年）
- アンリ・ナバール（フランス語版）（1953年-1954年）
- ポール・エリー（フランス語版）（1954年-1955年）
- ピエール・ジャコ（1955年-1956年）

## 極東軍

### North West Operation Group (Groupe d'Opération Nord-Ouest, GONO)
司令官：クリスティアン・ド・カストリ将軍（1954年）

### 北ベトナム陸軍 (Forces Terrestres du Nord Vietnam, FTNV)
司令官：ルネ・コニー将軍（1954年）

### 南ベトナム陸軍 (Forces Terrestres du Sud Vietnam, FTSV)
極東におけるフランスの地上部隊の中には、第6工兵連隊（6RG）があった。

### 極東海軍 (Forces Maritimes en Extrême-Orient、FMEO)
司令官：
- ジョルジュ・ティエリ・ダルジャンリュー（1946年-1947年）
- エミール・ボラアート（1947年）
- オーボワノー中将（1952年-1954年）

### 極東海軍総局 (Direction Navale d'Extrême-Orient, DNEO)
司令官：Contre-Admiral Bosvieux（1952年）

### 極東空軍 (Forces Aériennes en Extrême-Orient, FAEO)
1950年-1951年にインドシナでフランス軍に提供された航空機には、1/25チュニジア爆撃機群に配属されたB-26マローダー、B-26インベーダー、P-63キングコブラ、C-47スカイトレインとC-119フライング・ボックスカーの両方を有する輸送グループ1/64、2/64、2/63に配属されたC-47（ただしこれらは民航空運公司のアメリカ民間パイロットによってのみ運航）、旧アメリカ海軍のF6Fヘルキャットがあった。第11空母強襲揚陸艦隊（1954年4月30日までアロマンシュに駐留）へ行った海軍F6Fヘルキャット、第3空母強襲揚陸艦隊（1954年4月30日までアローマンシュに駐留）へ行ったSB2Cヘルダイヴァーがいる。F8F-1Bベアキャットは1/22サントンジュ戦闘機群、2/22ラングドック戦闘機群に、PB4Y2プライヴァティアは第28爆撃機群に、F4Uコルセアは第14戦闘機群（1954年5月1日ベロー・ウッド駐屯）に配属されている。
1954年4月初め、アメリカ極東空軍（FEAF）司令官アール・E・パートリッジ中将はサイゴンに到着し、フランスのローザン将軍、ナバラ将軍と会談を始めていた。彼は、当時FEAF爆撃機司令部長のジョセフ・D・カルダラ准将を連れてきており、「バルチャー」ミッション（98機のB-29スーパーフォートレスでディエンビエンフー周辺を爆撃）の飛行と指揮を担当することになる人物だった。アメリカ軍は、B-29スーパーフォートレスの見慣れない機体を敵の目に触れさせないために、目立たないようにB-17でサイゴンのタンソンニャット国際空港に到着していた。アメリカ軍は当初から、大規模な飽和爆撃作戦の統制に対するフランス軍の準備態勢が全く整っていないことに愕然としていた。ブロホン大佐は後に、このプロジェクトはディエンビエンフー地区で「数個の原爆」を使用するものであったと語っている。
カルダラは自分で状況を判断することにした。1954年4月4日の真夜中に、彼はB-17をアメリカの乗組員と共にディエンビエンフーの谷を越えて飛行させ、後にフランスのC-47ダコタで、そしてもう一度B-17で任務を繰り返した。全体的な計画は非常に単純であった。沖縄から出発するB-29とクラーク空軍基地から出発するB-29の2つの航空機は、ラオスの首都ビエンチャンの東で待ち合わせて目標に向かい、トンキン湾経由でインドシナから出た。最高レベルのフランス人は、98個のスーパーフォートレスの力を理解していないようであった。この爆撃任務は、ウィンストン・チャーチルが反対したため承認されなかった。1954年4月29日、第322航空師団のC-124グローブマスターは、ヨーロッパからセイロンのコロンボ経由でベトナムに向かう途中で、真新しい第7BPC（Bataillon de Parachutistes Coloniaux）をインドシナに空輸する過程にあった。このように、アメリカ空軍の航空機と人員は1954年にベトナムに積極的に関与した。

## 著名な人員
- ジャック・マシュ（10e DP）
- マルセル・ビジャール（6e BPC）
- ロジェ・トリンキエ（英語版）（GCMA）
- ジャン・サッシ（GCMA）
- ピエール・シェンデルフェール（SCA）
- ラウール・クタール（SPI）
- モハメド・アウフキル（英語版）